# Andy Rubin
Andrew E. Rubin là một lập trình viên, kỹ sư, doanh nhân và nhà đầu tư mạo hiểm người Mỹ. Ông là người sáng lập và là CEO tại vườn ươm khởi nghiệp, Playground Global, một công ty tài trợ và giúp đỡ những công ty phần cứng mới khởi nghiệp, và là một đối tác tại công ty đầu tư Redpoint Ventures. Rubin là đồng sáng lập và cựu CEO của Danger Inc. và Android Inc.

## Đầu đời và học vấn
Rubin sinh ra và lớn lên ở Chappaqua, New York, là con trai của một nhà tâm lý học, là người sau này thành lập một công ty tiếp thị cho riêng mình. Ông học tại trường trung học Horace Greeley tại Chappaqua, New York từ năm 1977 – 1981 và được trao bằng Cử nhân Khoa học về khoa học máy tính từ trường Cao đẳng Utica ở Utica, New York năm 1986.
Khi còn làm việc tại Apple năm 1989, ông được một đồng nghiệp đặt biệt danh là "Android" vì tình yêu dành cho robot, biệt danh chính thức trở thành cái tên cho hệ điều hành Android.

## Sự nghiệp
- Carl Zeiss AG, kỹ sư robot, 1986–1989.[2]
- Apple Inc., kỹ sư sản xuất, 1989–1992.[2]
- General Magic, kỹ sư, 1992–1995. Một công ty tách ra từ Apple, nơi ông tham gia phát triển Magic Cap, một hệ điều hành và giao diện cho thiết bị di động cầm tay nay đã ngừng.[2]
- MSN TV, kỹ sư, 1995–1999. Khi Magic Cap tan rã, Rubin tham gia vào Artemis Research, được sáng lập bởi Steve Perlman, sau này là WebTV và được mua lại bởi Microsoft và trở thành MSN TV.[2]
- Danger Inc., đồng sáng lập, 1999–2003. Thàng lập công ty cùng Matt Hershenson và Joe Britt. Thiết bị đáng chú ý nhất của công ty là Danger Hiptop, một thương hiệu của điện thoại T-Mobile Sidekick. Công ty cũng được Microsoft mua lại vào tháng 2 năm 2008.[2]
- Google, 2005–2014: Phó giám đốc cấp cao, phụ trách hệ thống Android suốt thời gian nhiệm kỳ.[2] Kể từ tháng 12 năm 2013, ông quản lý bộ phận robot của Google (bao gồm những công ty robot được Google mua lại, chẳng hạn như Boston Dynamics).[5]
- Playground Global, 2014–nay: Người sáng lập. Công ty tập trung vào phát triển trí tuệ nhâm tạo và tạo ra thế hệ phần cứng mới.[6]
- Redpoint Ventures, 2015–nay: Đối tác.
- Essential Products, 2015–nay: Đứng đầu và sáng lập. Rubin ra mắt điện thoại Essential thông qua công ty này vào cuối tháng 6 năm 2017.[7]

### Google
Sau khi Android Inc. được Google mua lại vào năm 2005, Rubin trở thành phó chủ tịch cấp cao của Anroid Inc., nơi ông thấy toàn bộ sự phát triển Android, một hệ điều hành mã nguồn mở cho điện thoại thông minh. Ngày 13 tháng 3 năm 2013, Larry Page cho biết Rubin đã chuyển từ bộ phận Android để tập trung vào một dự án mới tại Google, khi đó Sundar Pichai nắm quyền quản lý Android. Vào tháng 12 năm 2013, Rubin quản lý bộ phận robot của Google. Vào 30 tháng 10 năm 2014, ông rời Google sau chín năm làm việc tại đây để bắt đầu một "vườn ươm" khởi nghiệp phát triển phần cứng.

### Bị cáo buộc quấy rối tình dục
Theo tờ The New York Times, đích thân cựu CEO Google Larry Page đã yêu cầu Rubin từ chức sau khi Google điều tra ra ông từng cưỡng ép một nhân viên quan hệ tình dục bằng miệng trong một khách sạn vào năm 2013. Rubin tiếp nhận thông tin này và phủ nhận hàng động sai trái của mình. Vụ việc này cũng gây ảnh hưởng đến các nhân viên Google khi họ xuống đường biểu tình vào tháng 11 năm 2018 vì sau khi nghe báo cáo công ty đã trả Rubin 90 triệu đô la để ông rời khỏi nơi này.

### Sau Google
Rubin thành lập Playground Global vào năm 2015 cùng với Peter Barrett, Matt Hershenson và Bruce Leak. Công ty là một vườn ươm công nghệ cung cấp tài nguyên, tài trợ và cố vấn các công ty phát triển phần cứng mới khởi nghiệp, đặc biệt là giúp đỡ phát triển Trí tuệ nhân tạo (AI). Playground Global đã huy động được 300 triệu đô la từ Google, HP, Foxconn, Redpoint Ventures, Seagate Technology, Tencent và cùng với các nhà đầu tư khác. Nó đã đầu tư vào một số công ty, bao gồm Owl Labs.
Rubin tham gia vào việc xây dựng điện thoại Android tại Essential Products. Vào tháng 11 năm 2017, ông rời khỏi Essential Products sau một bản báo cáo về mối quan hệ của ông khi còn làm việc tại Google. Tháng 12 năm 2017, ông trở lại Essential Products sau gần hai tuần.
Rubin và vợ cũ Rie Rubin, sở hữu tiệm bánh cà phê Voyageur du Temps mở tại Los Angeles, California, đã đóng cửa vào tháng 9 năm 2018.